# Dió d'Halesa
Dió d'Halesa, en llatí Dion, en grec antic Δίων, fou un noble sicilià nascut a Halesa que, gràcies al favor de Quint Metel (probablement Quint Cecili Metel Pius Escipió), va obtenir la ciutadania romana i va agafar el nom de Quint Metel Dió. Era considerat un home molt honest. Més tard els seus béns, una gran fortuna, van passar al seu fill. Va despertar la cobdícia deVerres vers el 72 aC, que va provocar-lo de diverses maneres fins que li va confiscar totes les seves propietats, segons Ciceró.